# Gavin Mannion
Gavin Mannion (Dedham, Massachusetts, 24 de agosto de 1991) es un ciclista estadounidense que fue profesional entre 2010 y 2022.

## Palmarés
2018
- 1 etapa del Tour de Gila
- Colorado Classic, más 1 etapa
- UCI America Tour

2020
- 2 etapas del Tour de Saboya[2][3]

## Equipos
- Trek Livestrong/Bontrager (2010-2013)
  - Trek-Livestrong presented by Radioshack (2010-2011)
  - Bontrager Livestrong Team (2012)
  - Bontrager Cycling Team (2013)
- 5 Hour Energy (2014)
- Garmin-Sharp (stagiaire) (08.2014-12.2014)
- Jelly Belly p/b Maxxis (2015)
- Drapac Professional Cycling (2016)
- UnitedHealthcare Professional Cycling Team (2017-2018)
- Rally/HPH[4] (2019-2022)
  - Rally UHC Cycling (2019)
  - Rally Cycling (2020-2021)
  - Human Powered Health (2022)